# Jemma Nunu Kumba
Jemma Nunu Kumba, née en 1966 dans le Comté de Tambora (Soudan du Sud), est une personnalité politique du Soudan du Sud.

## Biographie
Dans les années 1990, Jemma Nunu Kumba travaille comme administratrice d'une entreprise liée au Forces de défense du peuple sud-soudanais (SPLA), puis comme coordinatrice du New Sudan Council of Churches (en). Lorsque son mari est nommé représentant du Mouvement populaire de libération du Soudan (MPLS) en Namibie, elle déménage avec lui. Pendant son séjour, elle s'inscrit à l'université de Namibie, où elle étudie l'administration publique de 1999 à 2002. 
En 2002, elle participe à des pourparlers de paix au nom du MPLS au Kenya. Après l'accord de paix Nord-Sud (CPA) en 2005, elle devient membre du parlement à Khartoum. Elle est membre du parti MPLS.
Jemma Nunu Kumba est la première femme à occuper le poste de gouverneur après l'APG. Elle est nommée gouverneure de l'Équatoria-Occidental en 2008. Elle perd l'élection au poste de gouverneur en avril 2010 face à Bangassi Joseph Mario Bakosoro.
Le 10 juillet 2011, elle est nommée ministre du Logement, de la Planification  et de l'environnement (en) au sein du Cabinet du Soudan du Sud (en). Le 3 août 2013, le président du Soudan du Sud Salva Kiir Mayardit remanie le cabinet, la nommant au poste de ministre de l'Électricité, des Barrages, de l'Irrigation et des Ressources en eau. En juillet 2016, elle devient ministre de la Conservation de la faune et du Tourisme.
En octobre 2015, le président Kiir Mayardit la nomme au poste de secrétaire général adjoint du SPLM. 
En 2021, elle devient la première femme à diriger le parlement du Soudan du Sud.

### Note
- (en) Cet article est partiellement ou en totalité issu de l’article de Wikipédia en anglais intitulé « Jemma Nunu Kumba » (voir la liste des auteurs).